# Havernas
Havernas település Franciaországban, Somme megyében. Lakosainak száma 375 fő (2022. január 1.). Havernas Canaples, Flesselles, Halloy-lès-Pernois, Vignacourt és Wargnies községekkel határos.

## Népesség
A település népességének változása:
| Lakosok száma | 411  | 403  | 409  | 394  | 387  | 381  | 377  | 378  | 375  |
|               | 2013 | 2015 | 2016 | 2017 | 2018 | 2019 | 2020 | 2021 | 2022 |